# Leaves' Eyes
Leaves' Eyes — німецько-норвезький симфо-метал-гурт із Людвігсбургу, Німеччина та Ставангеру, Норвегія. Був утворений у 2003 році Лів Крістін, колишньою вокалісткою гурту Theatre of Tragedy, та учасниками гурту Atrocity. Станом на 2018 рік, гурт видав 7 студійних альбомів, 1 живий альбом, 6 міні-альбомів та один відеоальбом.
Більшість лірики гурту написані вокалісткою Лів Крістін (2003—2016) та зосереджені на тематиці германо-скандинавської міфології та добі вікінгів. Мелодійний вокал Лів Крістін на задньому плані час від часу підтримується гроулінгом Александра Крулла, що в музичному світі відомий під назвою «красуня та чудовисько».
У 2016 році Лів Крістін покинула гурт, а вокалісткою стала сопрано-співачка Еліна Сіірала із Гельсінкі, Фінляндія. 12 січня 2018 вийшов перший альбом із її вокалом та восьмий студійний альбом гурту — «Sign of the Dragonhead».

## Склад
Поточні учасники
- Александр Крул — синтезатор, задній вокал (2003–дотепер)
- Еліна Сіірала — вокал  (2016–дотепер)
- Торстен Бауер — електрогітара, бас-гітара (2003–дотепер)
- Йоріс Найєнхюйс — ударна установка (2013–дотепер)
- Піт Страйт — гітари (2015–дотепер)

Концертні учасники
- Олівер Хольцвальт — бас-гітара (2009)
- Нільс Лоффлер — бас-гітара (2011–дотепер)
- Гейс Кулен — бас-гітара (2015–дотепер)
- Феррі Дюейсенс — бас-гітара (2016–дотепер)

Колишні учасники
- Лів Крістін — вокал (2003—2016)
- Мартін Шмідт — ударна установка (2003—2004)
- Кріс Лукхауп — бас-гітара (2003—2007)
- Матіас Рьодерер — гітари (2003—2010)
- Ніколас Баркер — ударна установка (2004—2008)
- Моріц Нойнер — ударна установка (2005—2007)
- Алла Фединич — бас-гітара (2007—2010)
- Севен Антонопулос — ударна установка (2008—2010)
- Роланд Навратил — ударна установка (2010—2012)
- Джей. Бі. ван дер Вал — бас-гітара (2010—2013)
- Сандер ван дер Меер — гітари (2010—2015)
- Фелікс Борн — ударна установка (2012—2013)

## Дискографія

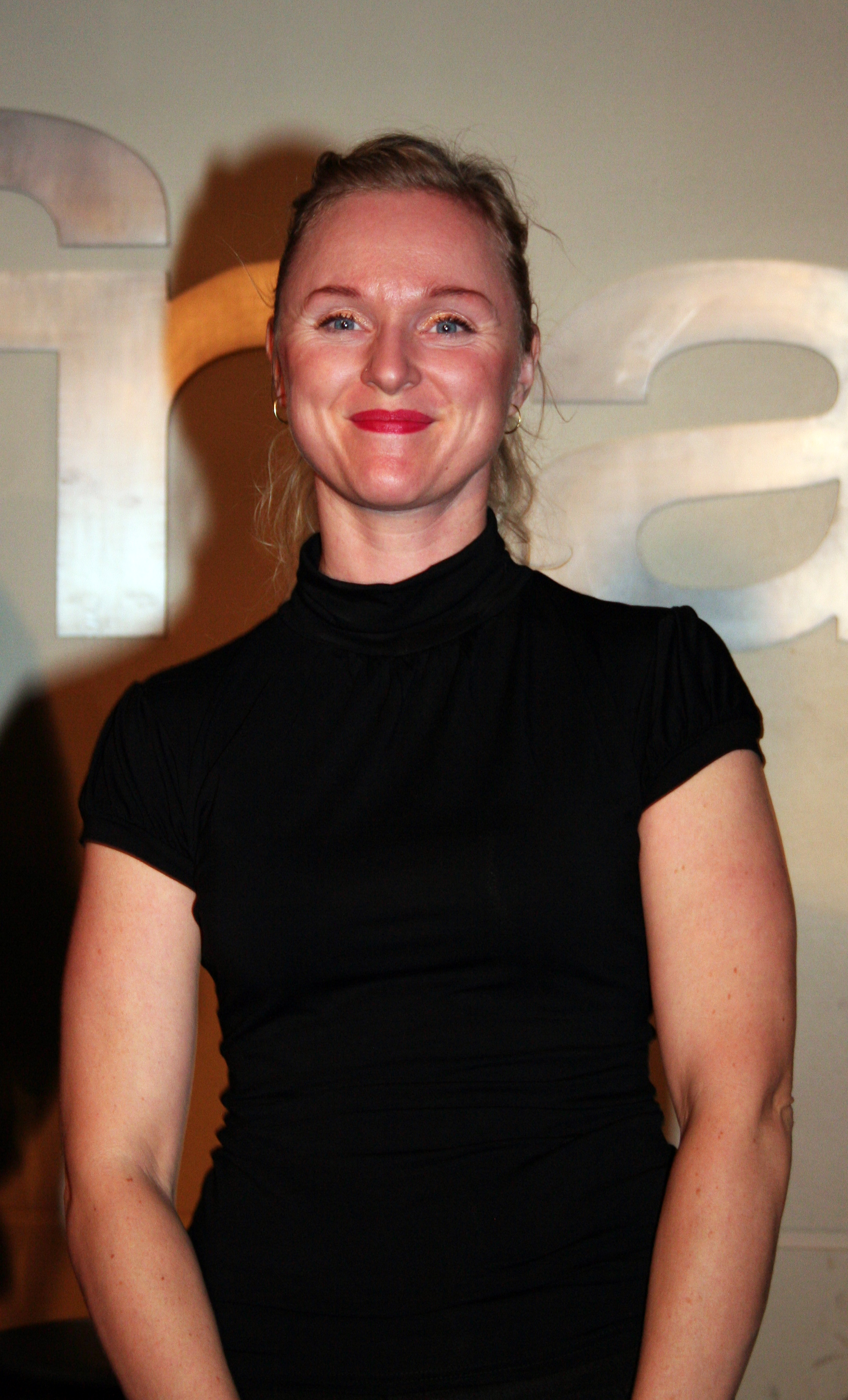
Вокалістка Лів Крістін (2003—2016)

### Студійні альбоми
| Lovelorn                                                            | - Реліз: 26 травня 2004 - Лейбл: Napalm Records - Формати: CD, цифрове завантаження                  | —  | —  | —   | —   | —  |               |
| Vinland Saga                                                        | - Реліз: 30 травня 2005 - Лейбл: Napalm Records - Формати: CD, цифрове завантаження                  | 62 | —  | —   | —   | —  |               |
| Njord                                                               | - Реліз: 26 серпня 2009 - Лейбл: Napalm Records - Формати: CD, цифрове завантаження                  | 30 | 88 | 58  | 82  | —  | - США: 2,200+ |
| Meredead                                                            | - Реліз: 22 квітня 2011 - Лейбл: Napalm Records - Формати: CD, CD+DVD, цифрове завантаження          | 32 | —  | 97  | —   | 37 | - США: 990+   |
| Symphonies of the Night                                             | - Реліз: 15 листопада 2013 - Лейбл: Napalm Records - Формати: CD, LP, цифрове завантаження           | 49 | —  | 172 | 124 | 18 |               |
| King of Kings                                                       | - Реліз: 11 вересня 2015 - Лейбл: AFM Records, Nuclear Blast - Формати: CD, LP, цифрове завантаження | 15 | 54 | 90  | 130 | 52 |               |
| Sign of the Dragonhead                                              | - Реліз: 12 січня 2018 - Лейбл: AFM Records - Формати: CD, LP, цифрове завантаження                  | 21 | 33 | 189 | —   | —  |               |
| The Last Viking                                                     | - Реліз: 23 жовтня 2020 - Лейбл: AFM Records - Формати: CD, LP, цифрове завантаження                 | 28 | 62 | —   | —   | —  |               |
| «—» вказує на те, що альбом не був присутній на чартах цієї країни. | |    |    |     |     |    |               |

### Живі альбоми
- 2009: We Came with the Northern Winds: En Saga i Belgia

### Міні-альбоми
- 2004: Into Your Light
- 2005: Elegy[en]
- 2006: Legend Land
- 2009: My Destiny
- 2011: Melusine
- 2016: Fires in the North
- 2019: Black Butterfly

### Сингли
- 2004: «Into Your Light»
- 2005: «Elegy»
- 2009: «My Destiny»/«Northbound»
- 2011: «To France»
- 2013: «Hell to the Heavens»
- 2015: «Halvdan the Black»
- 2015: «The Waking Eye»
- 2016: «Edge of Steel»
- 2017: «Sign of the Dragonhead»
- 2018: «Across the Sea»
- 2018: «Jomsborg»
- 2020: «Dark Love Empress»
- 2020: «Chain of the Golden Horn»
- 2021: «Black Butterfly»

### Музичне відео
| Рік  | Назва                                                       | Режисер             | Альбом                  |
| ---- | ----------------------------------------------------------- | ------------------- | ----------------------- |
| 2004 | «Into Your Light»                                           | —                   | Lovelorn                |
| 2005 | «Elegy»                                                     | —                   | Vinland Saga            |
| 2006 | «Legend Land»                                               | —                   | Legend Land             |
| 2009 | «My Destiny»                                                | Патрік Улаюс        | Njord                   |
| 2010 | «Take the Devil in Me»                                      | Роберт Зусс         | Njord                   |
| 2011 | «To France»                                                 | Патрік Улаюс        | Meredead                |
| 2013 | «Hell to the Heavens»                                       | —                   | Symphonies of the Night |
| 2015 | «Symphony of the Night (із Maite Itoiz — іспанська версія)» | —                   | Symphonies of the Night |
| 2015 | «Halvdan the Black»                                         | —                   | King of Kings           |
| 2015 | «The Waking Eye»                                            | Райнер Зіпп Френзен | King of Kings           |
| 2016 | «Edge of Steel»                                             | Райнер Зіпп Френзен | King of Kings           |